# Internationale Filmfestspiele Berlin 1968
Die Internationalen Filmfestspiele Berlin 1968 fanden vom 21. Juni bis zum 2. Juli 1968 statt.

## Wettbewerb
Im offiziellen Wettbewerb wurden folgende Filme gezeigt:
| Filmtitel                           | Regisseur                            | Produktionsland              | Darsteller (Auswahl)                                        |
| 13 Tage in Frankreich               | Claude Lelouch, François Reichenbach | Frankreich                   | Dokumentarfilm über die Olympischen Winterspiele 1968       |
| Die Banditen von Mailand            | Carlo Lizzani                        | Italien                      | Gian Maria Volontè                                          |
| Charly                              | Ralph Nelson                         | USA                          | Cliff Robertson, Claire Bloom, Lilia Skala                  |
| Chronik der Anna Magdalena Bach     | Jean-Marie Straub                    | Deutschland, Italien         | Christiane Lang, Gustav Leonhardt                           |
| Come l'amore                        | Enzo Muzii                           | Italien                      |                                                             |
| The Ernie Game                      | Don Owen                             | Kanada                       | Alexis Kanner, Leonard Cohen                                |
| L'homme qui ment                    | Alain Robbe-Grillet                  | Frankreich, Tschechoslowakei | Sylvie Bréal, Zuzana Kocúriková, Jean-Louis Trintignant     |
| Hunger nach Liebe                   | Nelson Pereira dos Santos            | Brasilien                    |                                                             |
| India ’67                           | S. Sukhdev                           | Indien                       | Dokumentarfilm                                              |
| Lebenszeichen                       | Werner Herzog                        | Deutschland                  | Peter Brogle, Wolfgang Reichmann                            |
| Das Mädchen Nanami                  | Susumu Hani                          | Japan                        |                                                             |
| Die Pforten des Paradieses          | Andrzej Wajda                        | Großbritannien, Jugoslawien  | Lionel Stander, Ferdy Mayne, Mathieu Carrière               |
| Pfefferminz Frappe                  | Carlos Saura                         | Spanien                      | Geraldine Chaplin                                           |
| Raus bist du                        | Jan Troell                           | Schweden                     | Per Oscarsson                                               |
| Stunde der Wahrheit                 | Orson Welles                         | Frankreich                   | Jeanne Moreau, Orson Welles                                 |
| Der Tag der Eule                    | Damiano Damiani                      | Italien, Frankreich          | Claudia Cardinale, Franco Nero, Lee J. Cobb                 |
| To Grab the Ring                    | Nikolai van der Heyde                | Niederlande                  | Ben Carruthers, Françoise Brion, Liesbeth List              |
| Unschuld ohne Schutz                | Dušan Makavejev                      | Jugoslawien                  | Dokumentarfilm                                              |
| U raskoraku                         | Milenko Strbac                       | Jugoslawien                  |                                                             |
| Weekend                             | Jean-Luc Godard                      | Italien, Frankreich          | Mireille Darc                                               |
| Zwei Freundinnen (Außer Konkurrenz) | Claude Chabrol                       | Italien, Frankreich          | Jean-Louis Trintignant, Jacqueline Sassard, Stéphane Audran |

## Internationale Jury
Jury-Präsident war in diesem Jahr der Spanier Luis García Berlanga. Er stand folgender Jury vor: Georges de Beauregard (Frankreich), Gordon Hitchens (USA), Domenico Meccoli (Italien), Carl-Eric Nordberg (Schweden), Karsten Peters (Deutschland), Peter Schamoni (Deutschland) und Alexander Walker (Großbritannien).

## Preisträger
- Goldener Bär: Raus bist du
- Silberne Bären:
  - Unschuld ohne Schutz (Sonderpreis der Jury)
  - Stéphane Audran in Zwei Freundinnen (Beste Darstellerin) – obwohl der Film außerhalb der Konkurrenz gezeigt wurde
  - Jean-Louis Trintignant in L’homme qui ment (Bester Darsteller)
  - Carlos Saura (Beste Regie)
  - Come l’amore
  - Lebenszeichen

## Weitere Preise
- FIPRESCI-Preis: Unschuld ohne Schutz von Dušan Makavejev
- Jugendfilmpreis: Come l’amore von Enzo Muzii
- FIPRESCI-Ehrenpreis für ihr Lebenswerk: Asta Nielsen